# Come Alice
Come Alice è stato un programma televisivo italiano, trasmesso da Rai 1 dal 6 marzo 1982, il sabato sera alle 20:30 per sei puntate.

## Il programma
Come Alice nel paese delle meraviglie, la giovanissima ballerina Claudia Vegliante entra nel fantastico mondo dello spettacolo e incontra un ospite diverso per ogni puntata: Rita Pavone, Renato Rascel, Paolo Bortoluzzi, Renato Carosone, le gemelle Kessler e Gigi Proietti.
Il programma vede anche la presenza fissa di Carlo Verdone.